# Марцел (префект Юдеї)
Марцелл (лат. Marcellus) — шостий префект Юдеї, римський політичний діяч початку I століття .
Марцелл отримав свою посаду не від римського імператора, а від свого друга, намісника Сирії — Луція Вітеллія у 36 році після відкликання до Рима попереднього префекта Понтія Пілата. Є припущення, що Марцелл не був реальним префектом Юдеї, а лише підлеглим Вітеллія. Цікавим є той факт, що історик Йосип Флавій в позначенні статусу Марцелла, використовує вираз epimeletes (наглядач). Відзначився підготовкою до війни проти Арети IV Філопатра, царя Набатеї. Похід римлян проти набатеїв не відбувся і після смерті імператора Тіберія Марцелл був замінений Калігулою на Марула.